# Al-Dschabal al-Achdar (Oman)
al-Dschabal al-Achdar (arabisch الجبل الأخضر, DMG al-Ǧabal al-Aḫḍar ‚der grüne Berg‘; andere Transkriptionen: Jebel Akhdar, Jabal Akhdar und Djebel Akhdar) ist ein Gebirge in Oman. Es erstreckt sich auf einer Länge von 300 Kilometern von Nordwest nach Südost, etwa 50–100 Kilometer von der Küste des Golfs von Oman entfernt. Der höchste Gipfel, der Dschabal Schams („Sonnenberg“), erreicht eine Höhe von etwa 3000 m (die Angaben sind nicht einheitlich). Er ist der höchste Berg des Oman und der östlichen arabischen Halbinsel und liegt etwa 150 Kilometer von Maskat entfernt. Ebenso liegt der zweithöchste Berg des Oman, der Dschabal Kawr, in diesem Gebirge.
Der größte Teil des Gebirges ist Wüste, nur in höheren Regionen fällen jährlich etwa 300 Millimeter Niederschlag, so dass Busch- und Baumbestand möglich ist und Landwirtschaft betrieben werden kann. Daher rührt der Name „Grüner Berg“.
Zwischen 1957 und 1959 kam es im Jabal al-Achdar zu Konflikten zwischen omanischem Militär, das von britischen Soldaten des SAS unterstützt wurde, und von Saudi-Arabien unterstützten Aufständischen.
Mit al-Dschabal al-Achdar wird im engeren Sinne auch ein zentrales Bergmassiv des Gebirges nordöstlich von Nizwa bezeichnet. Hier befindet sich rund um den Ort Saiq ein Hochplateau auf rund 2000 Metern Höhe mit zahlreichen kleinen Ortschaften. Bis etwa zur Jahrtausendwende war diese Region militärisches Sperrgebiet. Seit 2005 führt eine asphaltierte Straße auf den Berg, auf der wegen ihrer Steilheit aber nur Fahrzeuge mit Allradantrieb zugelassen sind. Seither sind auf dem Berg zahlreiche Hotels entstanden. Bekannt ist dieser Teil des Gebirges für die Rosen, die hier angepflanzt werden.
Durchgeführte Geländebegehungen erbrachten erste Hinweise, dass der Dschabal al-Achdar bereits im Neolithikum besiedelt gewesen sein dürfte. Ab Anfang des 3. Jahrtausends v. Chr. (Hafit-Periode, 3200 bis etwa 2500 v. Chr.) weisen Gräber auf eine nomadische Besiedlung hin. Weitere Gräber stammen aus der nachfolgenden Eisenzeit.